# 上海黄檀
上海黄檀（学名：Dalbergia sacerdotum）为豆科黄檀属下的一个种。